# Ракаат
Рака́ат (араб. ركعة‎) — порядок (цикл, комплекс) слов и действий, составляющих мусульманскую молитву. Обязательно выполнение 2 ракаатов в фаджр, 3 в магриб и по 4 в зухр, аср и ишу. Количество ракаатов в витр-намазе и дополнительных молитвах-нафиль разнится в зависимости от правовой школы. Ракаат состоит из такбира, кияма, кираата, руку’, каумы, первого суджуда, сидения (джальса), второго суджуда и сидения (ку’уд) в ташаххуде. Части ракаатов обязательно должны следовать друг за другом именно в этом порядке и без пауз. После последнего ракаата некоторые считают обязательным произнести таслим в одну или обе стороны.

## Описание

### Такбир

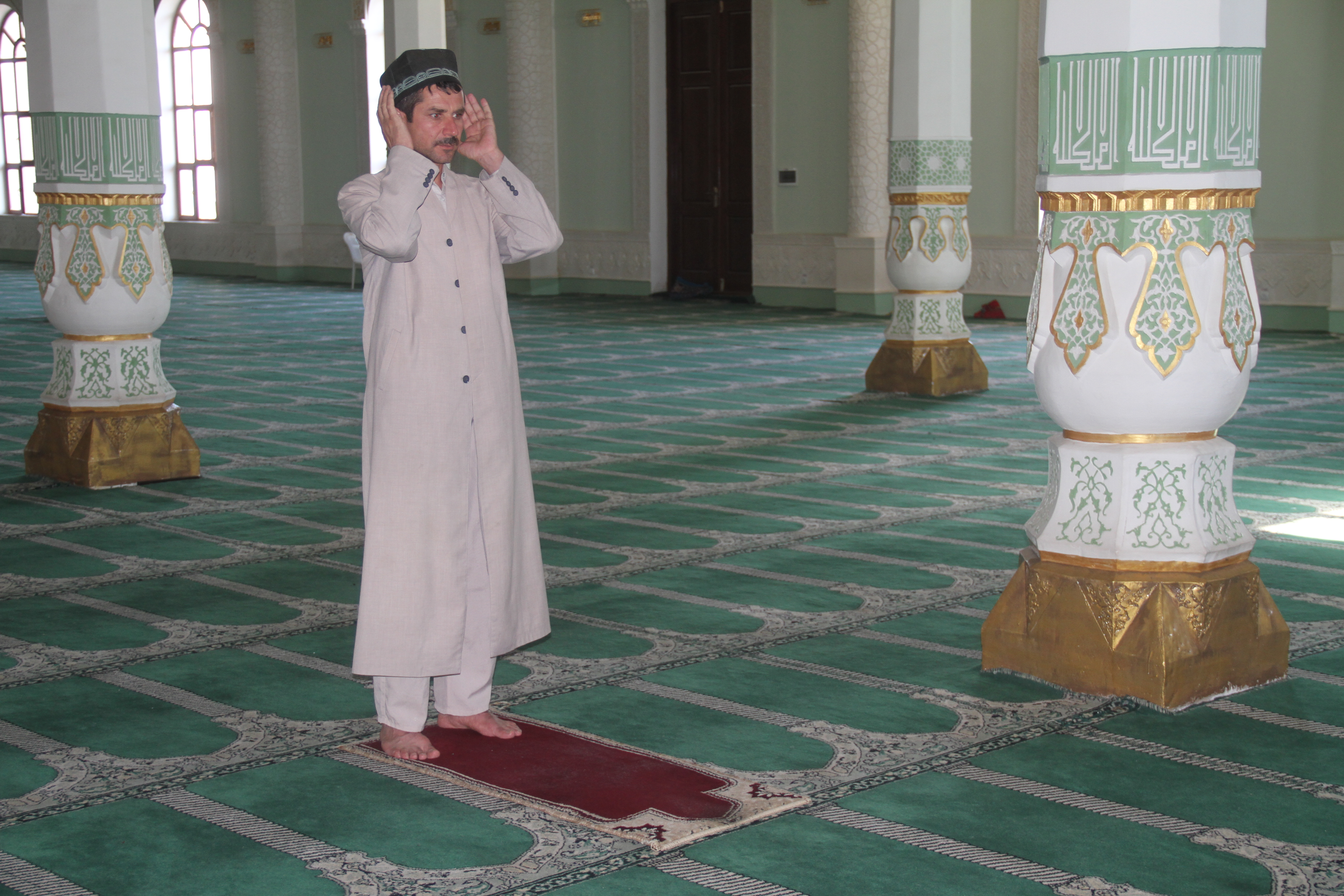
Такбир в мечети

Вступительная фраза-такбир «Аллаху акбар» («Аллах велик»), которую обязательно нужно прочесть вслух в начале (ифтитах) молитвы и желательно читать (интикалят) в начале каждого ракаата и перед руку’, ку’удом, до и после суджуда.
Маликиты и ханбалиты считают, что такбир должен звучать как «Аллаху акбар», шафииты считают допустимым говорить «Аллаху-ль-акбар», а ханафиты допускают и другие синонимичные фразы (например, «Аллаху-ль-азам»). Все правовые школы, кроме ханафитского мазхаба, считают, что такбир обязательно нужно произносить на арабском языке, и лишь в случае невозможности выучить арабскую фразу допускают фразу на другом языке; ханафиты считают такбир на любом языке допустимым.
Совершать в праздничных намазах шесть дополнительных такбиров по три в каждом ракаате считается в ханафитском мазхабе ваджибом.
В дни ат-Ташрик (с утренней молитвы дня Арафа и до послеполуденной 13 зуль-хиджа) после намаза мусульмане произносят специальный такбир: мужчины — громко, женщины — шёпотом.
После произнесения такбира молящийся с теологической точки зрения входит в особое состояние «такбират аль-ихрам», в котором ему запрещено говорить и делать вещи, не входящие в молитву.

### Киям

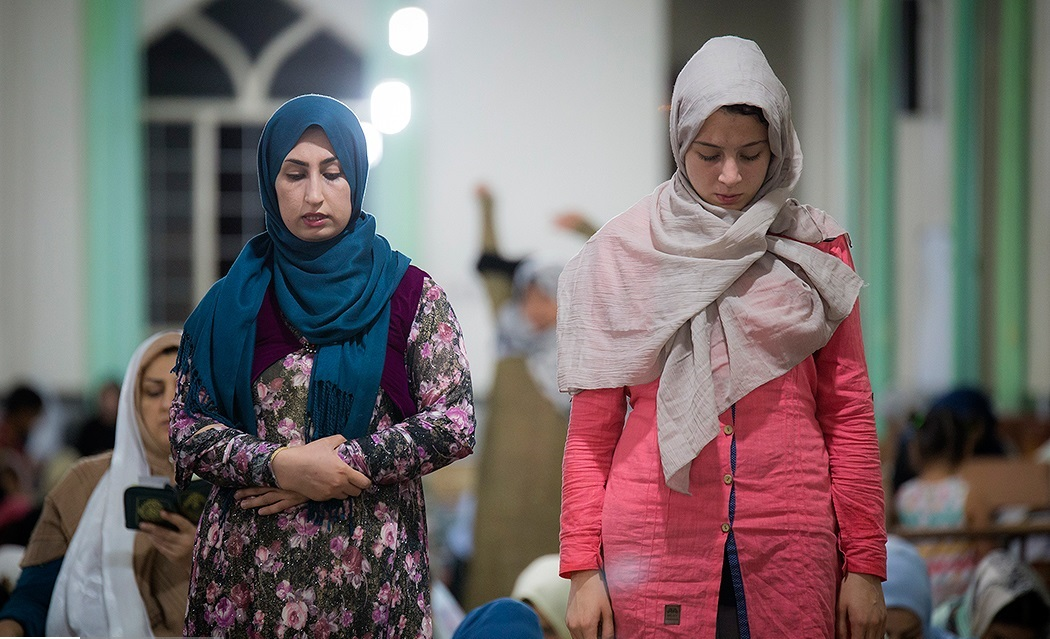
Различия в кияме: суннитка сложила руки на животе (такаттуф), а шиитка опустила вдоль тела

Стояние на ногах (киям). Стоять следует ровно, не двигаясь и не опираясь ни на что. В случае, если человек не может стоять, можно читать намаз сидя, а если не может и сидеть — то лёжа. Маликиты, ханбалиты, шафииты и шииты-двунадесятники считают, что при совершении салята лёжа следует повернуться на правый бок и смотреть в сторону Каабы; ханафиты считают, что лежать следует на спине ногами к Каабе.
Положение рук, принимаемое всеми четырьмя суннитскими мазхабами, шиитами-двунадесятниками и ибадитами — вдоль тела. Сунниты считают положение рук «такаттуф» (ладонь правой накрывает левую) желательным.
Ханафиты рекомендуют мужчинам класть руки ниже пупка, а женщинам — на грудь; шафииты считают, что всем желательно класть руки между грудью и пупком с левой стороны; ханбалиты рекомендуют всем класть руки ниже пупка; маликиты полагают, что в обязательных молитвах лучше оставить руки вдоль тела. Шииты отвергают такаттуф как вредное нововведение; большинство считает, что намеренное складывание рук на теле делает молитву недействительной, некоторые придерживаются мнения, что это харам, но такая молитва всё равно действительна; другие утверждают, что это лишь нежелательно. Ибадиты также стоят с опущенными руками.

### Кираат

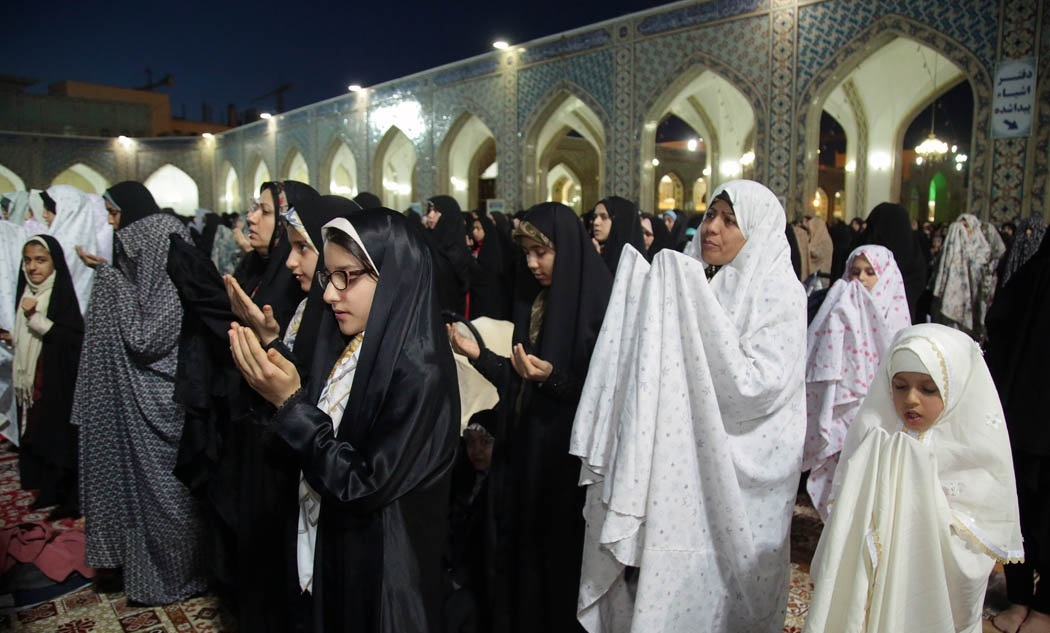
Чтение кунута во время кираата

Чтение фрагментов Корана стоя (кираат). Различные школы права по-разному трактуют, что именно следует читать из Корана и когда.
Ханафиты считают, что в первом и втором ракаате нужно прочесть любой фрагмент Корана, аргументируя фразой «Читайте же из Корана то, что необременительно для вас» (73:20); в следующих ракаатах вместо чтения Корана они допускают произнесение фразы «субхан-Аллах» или молчание. Они включают кунут только в витр-намаз и не считают басмалу частью сур, пропуская её во время салята. Читать можно громко или шёпотом.
Шафииты придерживаются мнения, что в каждом ракаате любого намаза обязательно чтение суры аль-Фатиха и басмалы; первые два ракаата утренней, магриб и ночной молитв нужно читать громко, остальные тихо. Кунут желательно читать во время утренней молитвы после поясного поклона во втором ракаате; такой же рекомендательный статус имеет чтение дополнительных фрагментов Корана помимо аль-Фатихи (и только в первых двух ракаатах). В первом и втором ракаате желательно прочесть ещё и любую суру Корана помимо аль-Фатихи.
Маликиты также считают обязательным читать аль-Фатиху во всех ракаатах, а в первом и втором — ещё одну суру. Они рекомендуют опускать басмалу, так как не считают её частью суры. Желательно громко читать первые два ракаата утренней, вечерней и ночной молитв, а кунут читают только в утренней.
Ханбалиты поддерживают мнение шафиитов и маликитов в отношении обязательности аль-Фатихи, и, как и маликиты, называют чтение дополнительной суры после неё мустахаббом, как и громкое чтение первых двух ракаатов утренней, вечерней и ночной молитв; вместе с этим, они включают в суры басмалу, но читают её тихо. Кунут читается только в витр-намазе.
Шииты-двунадесятники придерживаются мнения, что аль-Фатиха обязательна в первых двух ракаатах каждой молитвы (и нельзя вместо неё читать другую суру), но в третьем и четвёртом её можно заменять однократным или троекратным произнесением «субхан-Аллах». В первых двух ракаатах любой обязательной молитвы нужно прочесть ещё одну полную суру; басмала считается частью сур. Обязательно читать вслух сами суры в первых двух ракаатах фаджра, магриба и иши; а в первых двух ракаатах зухра и асра, в последнем ракаате магриба и в последних двух ракаатах иши громко читается только басмала. Кунут желателен перед поясным поклоном во всех молитвах.
Ибадиты читают аль-Фатиху во всех ракаатах всех молитв, а дополнительные фрагменты Корана добавляют к ней только во время 1—2 ракаатов утренней и двух вечерних молитв, которые читаются громко (в зухр и аср, таким образом, читают только аль-Фатиху). Они не читают кунут и считают молитву за имамом, произносящим кунут, недействительной.
Учёные разных школ рекомендуют читать разные фрагменты громко, при этом женщины могут читать всю молитву тихо (так, чтобы было слышно только ей самой); намеренное чтение «тихого» фрагмента громко и наоборот делает молитву недействительной. Шафииты и ханбалиты считают громкое произнесение слова «амин» после аль-Фатихи за имамом мустахаббом, а шииты запрещают говорить его вслух во время любой молитвы. Ибадиты также не произносят «амин» после аль-Фатихи.

### Руку’

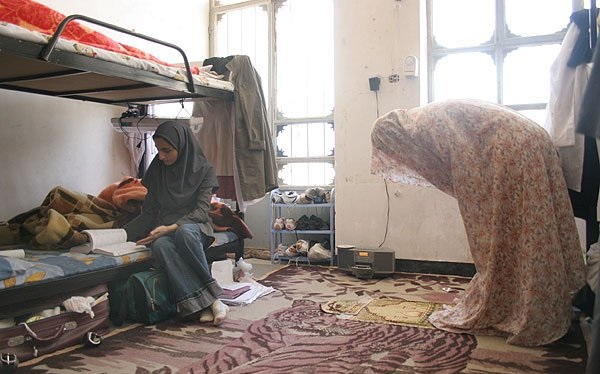
Руку’

Поясной поклон (руку’). Обязательность поклона поддерживается всеми теологами.
Ханафиты считают, что достаточно просто согнуться любым образом, а затем можно сразу распрямиться; остальные сунниты и шииты-двунадесятники придерживаются мнения, что ладони при поклоне должны коснуться коленей, после чего нужно некоторое время стоять в поклоне. Ханбалиты и шииты-двунадесятники считают обязательным сказать в поклоне тасбих: первые — «Субхана раббияль-'азым», вторые — «Субхана раббияль-'азым ва би хамдих» либо «субхан-Аллах», трижды. Маликиты, ханафиты и шафииты считают «Субхана раббияль-'азым» желательным, но не обязательным. Все сунниты, кроме ханафитов, а также шииты-двунадесятники считают обязательным вернуться (каума) в стоячее положение перед выполнением земных поклонов; по мнению ханафитов выполнение земного поклона сразу после поясного порицаемо, но не запрещено.

### Суджуд
Два земных поклона (суджуд).

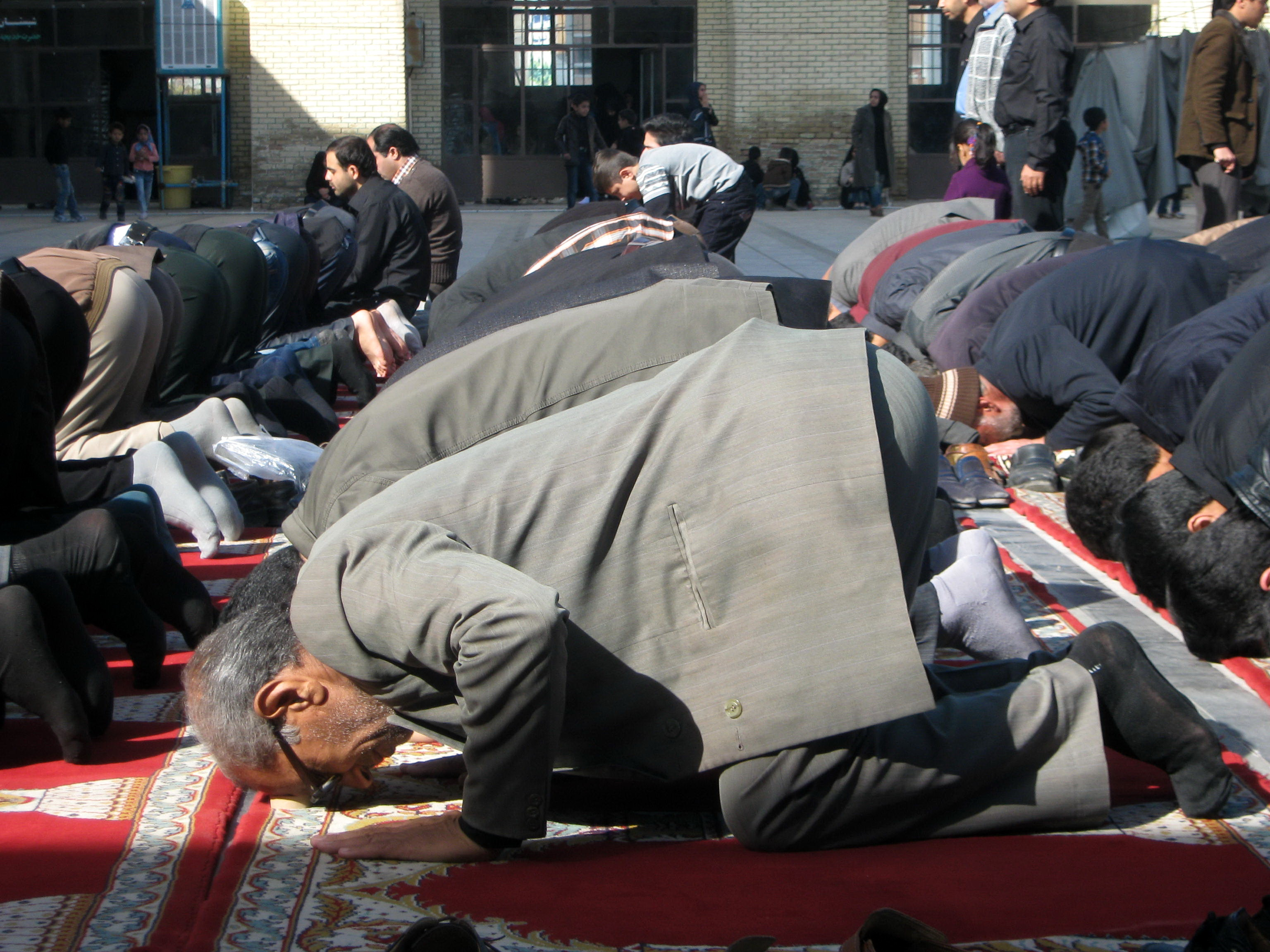
Суджуд

Разница во мнениях относительно произнесения тасбиха аналогична поясному поклону; сидение между земными поклонами, также, по мнению ханафитов не обязательно.
Ханбалиты считают, что во время совершения суджуда обязательно касаться пола или земли лбом, носом, ладонями, коленями и большими пальцами ног; шииты-двунадесятники исключают из этого перечисления нос, а остальные сунниты — всё, кроме лба (хотя касание остальными частями тела желательно).

### Джальса и ку’уд

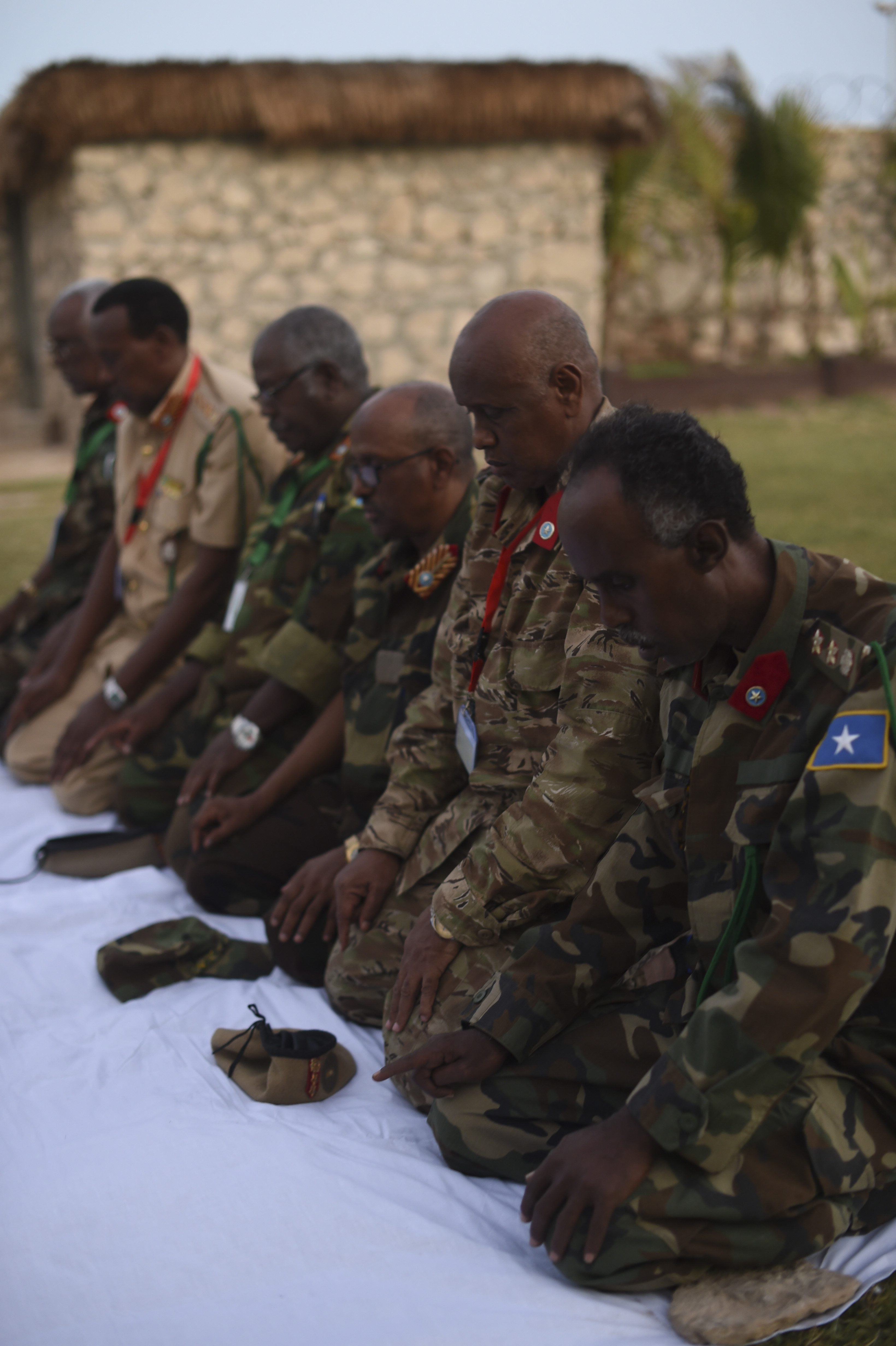
Сомалийские солдаты сидят между суджудами

Ханафиты не считают сидение (джальса) между суджудами обязательным, все остальные придерживаются мнения, что это фард.
Ку’уд — сидение для чтения ташаххуда после каждых двух ракаатов намаза и в последнем — считается у ханафитов ваджибом, если это первое сидение (ка’дау-уля) в трёх- или четырёхракаатном намазе и фардом, если это последнее сидение (ка‘дауль-ахира).

### Ташаххуд
Произнесение краткой фразы-ташаххуда. Ташаххуд читается во втором и последнем ракаатах всех обязательных молитв (в фаджре только один раз).
Ханбалиты и шииты-двунадесятники считают оба раза обязательными, по мнению остальных суннитов первый ташаххуд лишь желателен, а ханафиты и маликиты считают рекомендацией и второй ташаххуд.
У каждой школы права своя формулировка ташаххуда.

### После молитвы
Салят завершает «таслим», фраза «мир вам». Шафииты, маликиты и ханбалиты считают её обязательной частью молитвы, ханафиты — нет; шииты-двунадесятники считают её либо фардом, либо мустахаббом. Сунниты используют формулу «Ас-саляму алейкум ва рахмату-Ллахи», и, по мнению ханбалитов, её следует произнести дважды. Шииты-двунадесятники используют двухкомпонентный таслим: первая его часть, «ас-саляму алейна ва ала ибади аллахи ассалихин», а вторая — «ас-саляму алейкум ва рахмату-Ллахи ва баракатух», и произносить можно либо обе (в этом порядке), либо любую из них.

## Аспекты молитвы в различных мазхабах
| Аспект молитвы                                                      | Маликиты                                                       | Ханафиты                                                             | Ханбалиты                                                      | Шафииты                                                        | Шииты-двунадесятники | Ибадиты |
| ------------------------------------------------------------------- | -------------------------------------------------------------- | -------------------------------------------------------------------- | -------------------------------------------------------------- | -------------------------------------------------------------- | --- | --- |
| Такбир                                                              | «Аллаху акбар»                                                 | «Аллаху акбар» или другая фраза                                      | «Аллаху акбар»                                                 | «Аллаху акбар» или «Аллаху аль-акбар»                          | | |
| Язык такбира                                                        | арабский                                                       | любой                                                                | арабский                                                       | арабский                                                       | | |
| Положение рук                                                       | в молитвах-фард лучше оставить вдоль тела                      | такаттуф — сунна; мужчины кладут руки ниже пупка, женщины — на грудь | такаттуф — сунна; все кладут руки ниже пупка                   | такаттуф — сунна; все кладут руки между грудью и пупком слева  | вдоль тела, такаттуф — харам либо макрух | вдоль тела                                                                                                  |
| Произношение «амин» вслух за имамом                                 | не практикуется                                                | не практикуется                                                      | сунна                                                          | сунна                                                          | харам | не практикуется                                                                                             |
| Аль-Фатиха обязательна?                                             | в каждом ракаате каждого намаза                                | нет                                                                  | в каждом ракаате каждого намаза                                | в каждом ракаате каждого намаза                                | обязательна в 1—2 ракаатах, в 3—4 можно заменять тасбихом                                                                                                  | в каждом ракаате каждого намаза                                                                             |
| Что читать в 1—2 обязательных ракаатах                              | желательна ещё одна сура                                       | любой фрагмент Корана                                                | желательна ещё одна сура                                       | желательна ещё одна сура                                       | обязательно прочесть дополнительную полную суру | в громких молитвах (фаджр, магриб, иша) — ещё один фрагмент Корана, в зухр и аср — ничего, кроме аль-Фатихи |
| Что читать в других ракаатах                                        | только аль-Фатиху                                              | тасбих или ничего                                                    | только аль-Фатиху                                              | только аль-Фатиху                                              | аль-Фатиху или тасбих | только аль-Фатиху                                                                                           |
| Кунут                                                               | только в фаджр                                                 | только в витр                                                        | только в витр                                                  | желателен в фаджр после руку’ во втором ракаате                | желателен перед руку’ во всех молитвах | запрещён, молитва с кунутом недействительна                                                                 |
| Басмала — часть суры?                                               | нет, желательно пропускать её                                  | нет, пропускают                                                      | да, читается тихо                                              | да, в каждом ракаате каждого намаза                            | да | |
| Громкость молитвы мужчины                                           | громко читают 1—2 ракааты фаджра, магриба, иши; остальные тихо | любая                                                                | громко читают 1—2 ракаата фаджра, магриба, иши; остальные тихо | громко читают 1—2 ракаата фаджра, магриба, иши; остальные тихо | громко читают суры в 1—2 ракаатах фаджра, магриба, иши; громко читается только басмала в 1—2 ракаатах зухра и асра, 3-м ракаате магриба и 3—4 ракаатах иши | громко читают 1—2 ракаата фаджра, магриба, иши; остальные тихо                                              |
| Громкость молитвы женщины                                           | не обязательно читать громко                                   | не обязательно читать громко                                         | не обязательно читать громко                                   | не обязательно читать громко                                   | не обязательно читать громко | |
| Выполнение руку’                                                    | коснуться коленей и стоять так                                 | согнуться любым образом, затем можно сразу выпрямиться               | коснуться коленей и стоять так                                 | коснуться коленей и стоять так                                 | коснуться коленей и стоять так | |
| Тасбих в руку’ и суджуде                                            | сунна сказать «Субхана раббияль-'азым»                         | сунна сказать «Субхана раббияль-'азым»                               | фард сказать «Субхана раббияль-'азым»                          | сунна сказать «Субхана раббияль-'азым»                         | фард сказать «Субхана раббияль-'азым ва би хамдих» или «субхан-Аллах» 3 раза                                                                               | |
| Стоять после руку’ (каума) и сидеть после первого суджуда (джальса) | обязательно                                                    | не обязательно, но обратное порицаемо                                | обязательно                                                    | обязательно                                                    | обязательно | |
| Касание пола в суджуде                                              | лбом (остальное мустахабб)                                     | лбом (остальное мустахабб)                                           | лбом, носом, ладонями, коленями и большими пальцами ног        | лбом (остальное мустахабб)                                     | лбом, ладонями, коленями и большими пальцами ног | |
| Ташаххуд во втором ракаате зухра, асра, магриба и иши               | желателен                                                      | желателен                                                            | обязателен                                                     | желателен                                                      | обязателен | |
| Ташаххуд в последнем ракаате                                        | желателен                                                      | желателен                                                            | обязателен                                                     | обязателен                                                     | обязателен | |
| Таслим                                                              | обязателен                                                     | не обязателен                                                        | обязателен                                                     | обязателен                                                     | обязателен или желателен | |
| Текст таслима                                                       | «Ас-саляму алейкум ва рахмату-Ллахи»                           | «Ас-саляму алейкум ва рахмату-Ллахи»                                 | «Ас-саляму алейкум ва рахмату-Ллахи» дважды                    | «Ас-саляму алейкум ва рахмату-Ллахи»                           | «ас-саляму алейна ва ала ибади аллахи ассалихин», затем «ас-саляму алейкум ва рахмату-Ллахи ва баракатух»                                                  | |